# Třída FMLB-1
Třída FMLB-1 je třída rychlých minonosek námořnictva Čínské republiky. Objednáno bylo celkem deset jednotek této třídy. Ve službě je od roku 2022.

## Stavba
Stavba specializovaných minonosek je součástí asymetrické obranné strategie Čínské republiky pro případné invazi Čínské lidové republiky. Jejím základem je opuštění akvizic velkých a nákladných hladinových lodí a jejich nahrazení jinými prostředky, které by útočníkům dokázaly způsobit citelné ztráty. Kromě rychlých minonosek zahrnuje stavbu rychlých raketových korvet třídy Tchuo-ťiang a konvenčních ponorek. Jejich úkolem je kladení obranných minových polí, ohrožujících útočící čínské výsadkové lodě. V této roli námořnictvo dosud používalo pouze upravené vyloďovací čluny, nikoliv specializovaná plavidla. Dodání celé třídy bylo původně plánováno na rok 2020. Stavba prototypové jednotky byla zahájena 24. května 2019. Stavbu třetí a čtvrté jednotky zahájila 17. dubna 2020 loděnice Lungteh Shipbuilding.
Dne 16. dubna 2025 ministersto obrany informovalo o objednávce dalších šesti minonosek této třídy u Lungteh Shipbuilding. Plavidla mají být dokončena do konce roku 2026.
Jednotky třídy FMLB-1:
| Jméno  | Zahájení stavby   | Spuštěna          | Vstup do služby | Status  |
| ------ | ----------------- | ----------------- | --------------- | ------- |
| FMLB-1 | 24. května 2019   | 4. srpna 2020     | 14. leden 2022  | aktivní |
| FMLB-2 | 14. listopad 2019 | 9. září 2021      | 14. leden 2022  | aktivní |
| FMLB-3 | 17. dubna 2020    | 17. prosince 2021 |                 | aktivní |
| FMLB-5 | 17. dubna 2020    | 17. prosince 2021 |                 | aktivní |

## Konstrukce
Plavidla unesou až 64 min Mk.6, nebo různé množství min jiných typů. Miny jsou kladeny automatickým systémem. Nesou pouze lehkou výzbroj: jeden 20mm kanón T-75S a dva 7,62mm kulomety T-74 (kopie kulometu FN MAG). Jsou vybavena navigačním radarem Furuno. Nejvyšší rychlost dosahuje 14 uzlů.